# جورج هنري كالفرت
جورج هنري كالفرت (بالإنجليزية: George Henry Calvert) هو كاتب وشاعر أمريكي، ولد في 2 يناير 1803 في بالتيمور في الولايات المتحدة، وتوفي في 24 مايو 1889.